# پونته دی لنیو
پونته دی لنیو (به ایتالیایی: Ponte di Legno) یک کومونه در ایتالیا است که در استان برشا واقع شده‌است. پونته دی لنیو ۱۰۰٫۱ کیلومتر مربع مساحت و ۱٬۷۲۹ نفر جمعیت دارد و ۱٬۲۵۸ متر بالاتر از سطح دریا واقع شده‌است.
این شهر دارای یکی از طولانی‌ترین پیست‌های اسکی ایتالیا است.

## خواهرخوانده
شهر رکو خواهرخواندهٔ پونته دی لنیو هست.